# Apogon kallopterus
 Apogon kallopterus és una espècie de peix de la família dels apogònids i de l'ordre dels perciformes.

## Morfologia
Els mascles poden assolir els 15 cm de longitud total.

## Distribució geogràfica
Es troba des del Mar Roig fins a Sud-àfrica, les Illes Marqueses, el sud del Japó, les Illes Hawaii, Nova Zelanda i l'Illa de Pasqua.